# Vrlane
Vrlane (cyr. Врлане) – wieś w Serbii, w okręgu pomorawskim, w gminie Svilajnac. W 2011 roku liczyła 173 mieszkańców.